# Espadon (Q13)
Pour les autres navires du même nom, voir Espadon (sous-marin).
L'Espadon (Q13) est un sous-marin thermique de la Marine nationale française de classe Sirène. C’est la troisième unité du type Sirène. Conçu au début du XXe siècle, il a été lancé le 7 septembre 1901 à l'arsenal de Cherbourg. Il a été achevé en juin 1902. Il a servi dans la Marine nationale durant toute la Première Guerre mondiale, et a été retiré du service fin 1919.